# Provincia de Kandahar
Kandahar (en persa: قندهار Kandahar) es una de las 34 provincias de Afganistán. Se encuentra en el sur del país. Su capital es Kandahar. La provincia de Kandahar se compone de 16 distritos, cada uno de los cuales tiene su propio subgobernador:

## Organización territorial
La Provincia de Kandahar se subdivide en distritos:
|  | - Arghandab - Arghistan - Daman - Ghorak - Khakrez - Maruf - Maywand - Panjwai | - Reg - Shah Wali Kot - Shorabak - Spin Boldak - Dand - Miyannasheen - Zhari - Naish |